# Erica cryptoclada
Erica cryptoclada är en ljungväxtart som först beskrevs av John Gilbert Baker, och fick sitt nu gällande namn av Laurence J. Dorr och E. G. H. Oliv. Erica cryptoclada ingår i släktet klockljungssläktet, och familjen ljungväxter. Inga underarter finns listade i Catalogue of Life.